# Bangun (Munjungan)
Bangun is een bestuurslaag in het regentschap Trenggalek van de provincie Oost-Java, Indonesië. Bangun telt 3980 inwoners (volkstelling 2010).